# Aleppo (muhafaza)
Aleppo, Halab (arab. ‏ممُحافظة حلب‎) – jedna z 14 jednostek administracyjnych pierwszego rzędu (muhafaza) w Syrii. Jest położona w północnej części kraju. Graniczy od wschodu z muhafazą Rakka, od południa z muhafazą Hama, od zachodu z muhafazą Idlib a od północy z państwem tureckim.
W 2011 roku muhafazę zamieszkiwało 4 868 000 osób; dla porównania, w 2004 było ich 4 045 166, a w 1981 1 878 701.
Wsie: Kabaszin, Kafr Dali Tahtani